# تيبريوس جراكوس
تيبريوس سيمبرونيوس جراكوس (Tiberius Sempronius Gracchus) ويعني (باللاتينية: TI•SEMPRONIVS•TI•F•P•N•GRACCVS؛ ولد عام 163 أو 162 ق.م وتوفي في 133 ق.م) وهو سياسي روماني محبوب في القرن الثاني ق م وأخوه غايوس جراكوس. وباعتباره محام عن حقوق عامة الشعب (plebeian tribune)، تسببت إصلاحات القوانين الزراعية التي دعا إليها في حدوث اضطراب سياسي في الجمهورية.
وقد مثلت هذه الإصلاحات تهديدًا لممتلكات مُلاك الأراضي الأغنياء في إيطاليا. وقتله، بالإضافة إلى العديد من مؤيديه، أعضاء مجلس الشيوخ الروماني ومؤيدي حزب المحافظين الأرستقراطي.

## حواش
1. ↑  Life of Caius Gracchus by Plutarch Plutarch says Tiberius "was not yet thirty when he was slain." نسخة محفوظة 04 مايو 2017 على موقع واي باك مشين.

## كتابات أخرى
- Ian Scott-Kilvert, notes to Life of Tiberius Gracchus by Plutarch; Penguin Classics
- BBC - Ancient Rome: The Rise and Fall of an Empire Episode 4 - 2006 (Television series and accompanying book of same title)